# Ceppo Tomena
Ceppo Tomena este o arie protejată (arie de protecție specială avifaunistică — SPA) din Italia întinsă pe o suprafață de 2.068 ha, integral pe uscat.

## Localizare
Centrul sitului Ceppo Tomena este situat la coordonatele 43°55′03″N 7°46′10″E / 43.917497°N 7.769435°E.

## Înființare
Situl Ceppo Tomena a fost declarat arie de protecție specială avifaunistică în februarie 2000 pentru a proteja 25 de specii de animale.

## Biodiversitate
Situată în ecoregiunea alpină, aria protejată conține 10 habitate naturale: Păduri de fag din Europa Centrală dezvoltate pe sol calcaros cu Cephalanthero-Fagion, Păduri de Castanea sativa, Pajiști uscate seminaturale și facies de acoperire cu tufișuri pe substraturi calcaroase (Festuco-Brometalia) (* situri importante pentru orhidee), Formațiuni de Juniperus communis pe lande sau pajiști calcaroase, Păduri de pin mediteraneene cu pini mezogeni endemici, Păduri de fag acidofile atlantice, cu subarboret de Ilex și, uneori, de asemenea, Taxus, la nivelul arbuștilor (Quercion robori-petraeae sau Ilici-Fagenion), Păduri de Quercus ilex și Quercus rotundifolia, Roci stâncoase cu vegetație pionieră de Sedo-Scleranthion sau Sedo albi-Veronicion dillenii, Păduri de stejar alb estice, Păduri de fag Luzulo-Fagetum.
La baza desemnării sitului se află mai multe specii protejate de  păsări (25): uliu păsărar (Accipiter nisus), pițigoi codat (Aegithalos caudatus), buha (Bubo bubo), șorecarul comun (Buteo buteo), caprimulg (Caprimulgus europaeus), șerpar (Circaetus gallicus), cuc (Cuculus canorus), ciocănitoare pestriță mare (Dendrocopos major), ciocănitoare neagră (Dryocopus martius), măcăleandru (Erithacus rubecula), cinteză (Fringilla coelebs), sfrâncioc roșiatic (Lanius collurio), pițigoi moțat (Lophophanes cristatus), Lyrurus tetrix tetrix, mierlă de piatră (Monticola saxatilis), pițigoi de brădet (Periparus ater), viespar (Pernis apivorus), pitulice de munte (Phylloscopus bonelli), sitar de pădure (Scolopax rusticola), huhurez mic (Strix aluco), silvie cu cap negru (Sylvia atricapilla), pănțărușul (Troglodytes troglodytes), mierlă (Turdus merula), sturz-cântător (Turdus philomelos), pupăză (Upupa epops)
Pe lângă speciile protejate, pe teritoriul sitului au mai fost identificate 4 specii de nevertebrate.